# Xhemal bej Bushati
Xhemal bej Bushati (ur. 1880 w Szkodrze, zm. 1 sierpnia 1941 tamże) – albański polityk, minister bez teki w 1924 roku.

## Życiorys
Wziął udział w obronie oblężonej Szkodry podczas I wojny bałkańskiej.
W latach 1920–1921 był członkiem Rady Miejskiej Szkodry, następnie był deputowanym do albańskiego parlamentu. Wziął udział w kongresie w Lushnji w 1920 roku.
Podczas władzy Fana Nolego w 1924 roku był ministrem bez teki. Po dojściu do władzy Ahmeda Zogu w 1924, Bushati opuścił Albanię i mieszkał w Bari, Paryżu, Wiedniu i Sarajewie. W latach 1925–1931 był członkiem wspieranego przez Jugosławię antyzogistycznego ugrupowania Bashkimi Kombëtar.
W 1940 roku wrócił do Albanii będącej wówczas protektoratem włoskim, a władze włoskie bezskutecznie próbowały przekonać do powrotu do życia politycznego. Był na liście osób, które miały być deportowane do Włoch, zmarł dnia 1 sierpnia 1941 roku.

## Odznaczenia
W 1993 roku prezydent Albanii Sali Berisha pośmiertnie odznaczył Xhemala Bushatiego odznaczeniem „Pochodnia Demokracji”.